# Krispin Heé
Krispin Heé (* 1979, Nastätten DE) ist eine Schweizer Grafikdesignerin und arbeitet als Buchgestalterin in Zürich und Berlin.

## Werdegang
Ihr Schaffen ist mehrfach bei den Schönsten Schweizer Büchern ausgezeichnet worden; 2020 erhielt sie den Walter-Tiemann Preis und 2021 den Jan-Tschichold-Preis. Sie wurde zu Vorträgen und internationalen Ausstellungen wie die Typojanchi Typography Biennale (Seoul) und die Brno International Biennial of Graphic Design eingeladen.

## Auszeichnungen
- 2015 Die Schönsten Schweizer Bücher für «Ear Lights, Eye Sounds. Expanded Cracked Everyday Electronics»[2]. Der Preis wird vom Eidgenössischen Bundesamt für Kultur in der Schweiz (BAK) für Buchgestaltung verliehen.[3]
- 2016 Die Schönsten Schweizer Bücher für «Lilly Keller Künstlerin»
- 2018 Die Schönsten Schweizer Bücher für «Art Decor»
- 2020 Die Schönsten Schweizer Bücher, «Die Verwandte»
- 2020 Hauptpreis Walter-Tiemann, Leipzig für «Kolkata–City of Print»[4]
- 2020 Die Schönsten Bücher aus Lichtenstein für «Die wesentliche Eigenart aber liegt in der Blüte»
- 2021 Jan-Tschichold-Preis
- 2022 Die Schönsten Schweizer Bücher für «Zenker»
- 2024 Die Schönsten Bücher der Welt und Die Schönsten Schweizer Bücher für «Die Entstehung des heutigen Menschen»[5]